# Rover 400

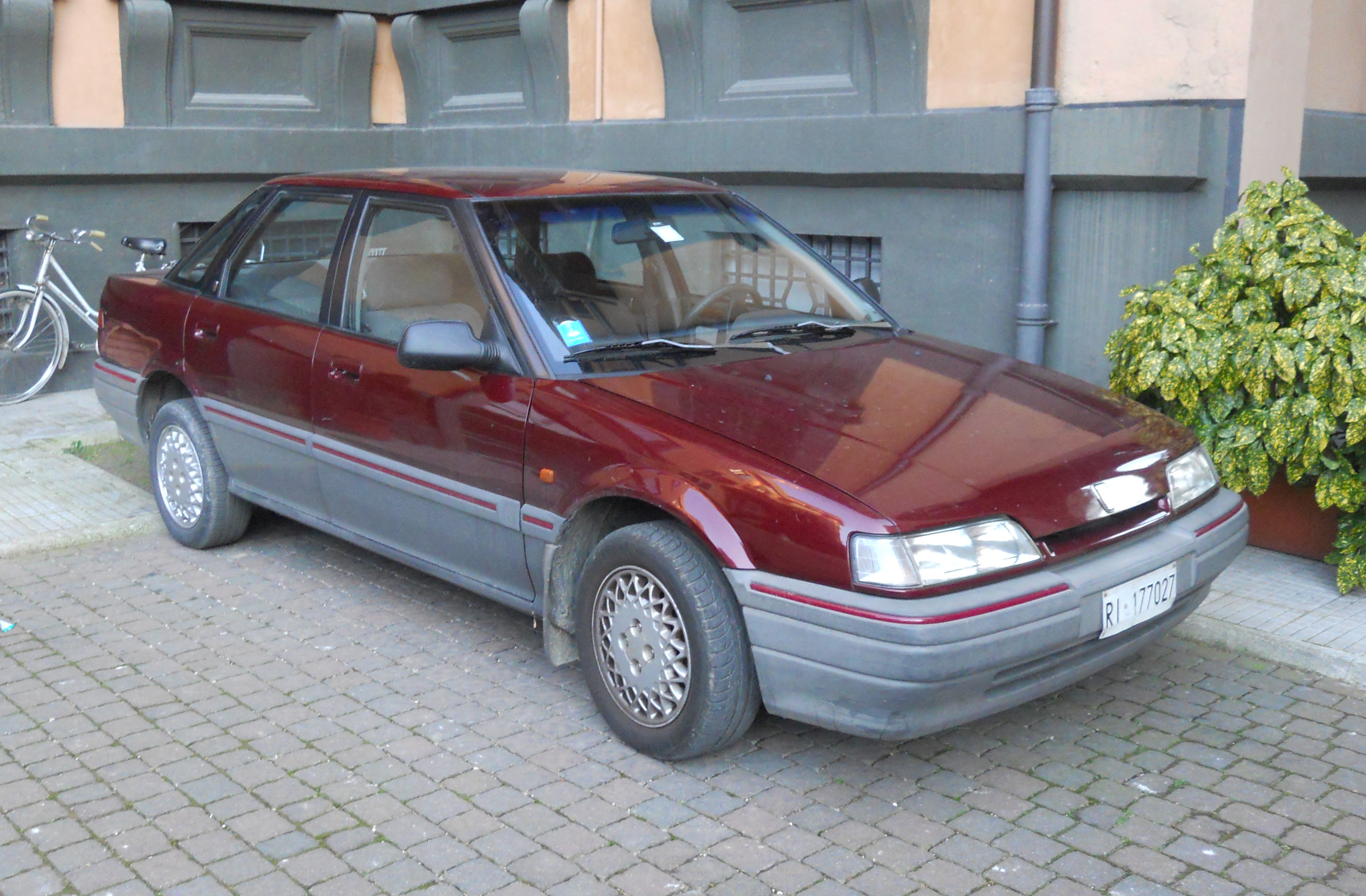
Rover 416, eerste generatie (1992)

De Rover 400, vanaf 1999 aangeduid als Rover 45, is een middenklasse modelserie van de Britse autofabrikant Rover. De auto's werden samen met Honda ontwikkeld en zijn technisch gebaseerd op de Honda Concerto (1e generatie Rover 400) en de Honda Civic (2e generatie Rover 400/Rover 45).

## Rover 400 (R8, 1990-1995)
De Rover 400 werd in april 1990 gepresenteerd als een vierdeurs sedan op basis van de sinds 1989 als hatchback verkrijgbare Rover 200 van de tweede generatie.
Net als de Rover 200 was de Rover 400 een samenwerking met Honda. Het model was gebaseerd op de Honda Concerto die ook in Europa verkrijgbaar was en samen met de Rover 400 in de Rover-fabriek in Longbridge werd geproduceerd. Rover nam de carrosserie en verschillende mechanische onderdelen over van het Honda-model, het interieur kwam echter van de Rover 200. In de zomer van 1993 werd een stationwagen met de naam Tourer aan de serie toegevoegd. Deze werd geproduceerd tot 1998 omdat voor de tweede modelgeneratie geen stationwagen werd ontwikkeld. De dieselmotoren (1,8 liter turbomotor en 1,9 liter atmosferische motor) waren afkomstig van Citroën.
Een facelift (ook toegepast op de Rover 200) betekende in 1993 de herintroductie van de Rover-grille zoals die eerder was verschenen op de gefacelifte Rover 800. Verder werden geen significante wijzigingen aan de rest van het model doorgevoerd maar de facelift zorgde voor een meer onderscheidend Rover-familiegezicht en vestigde een zekere afstand tot de Honda Concerto.

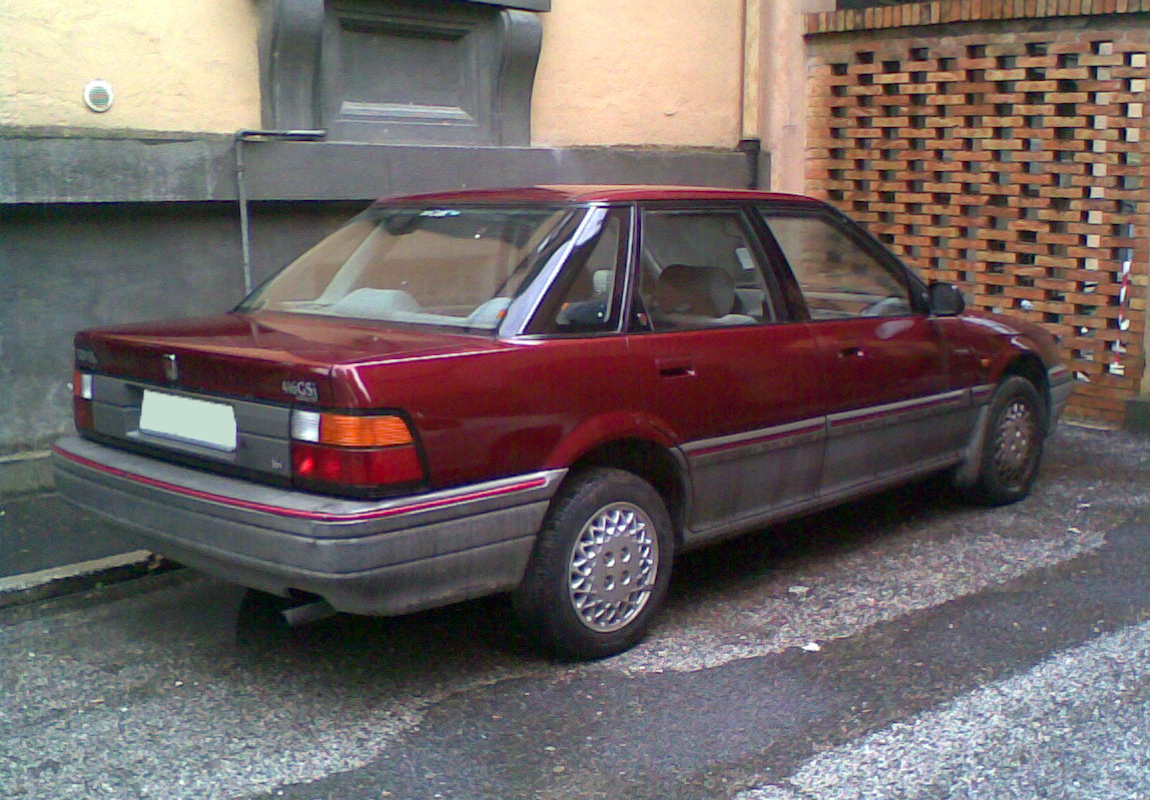
Rover 416, achteraanzicht
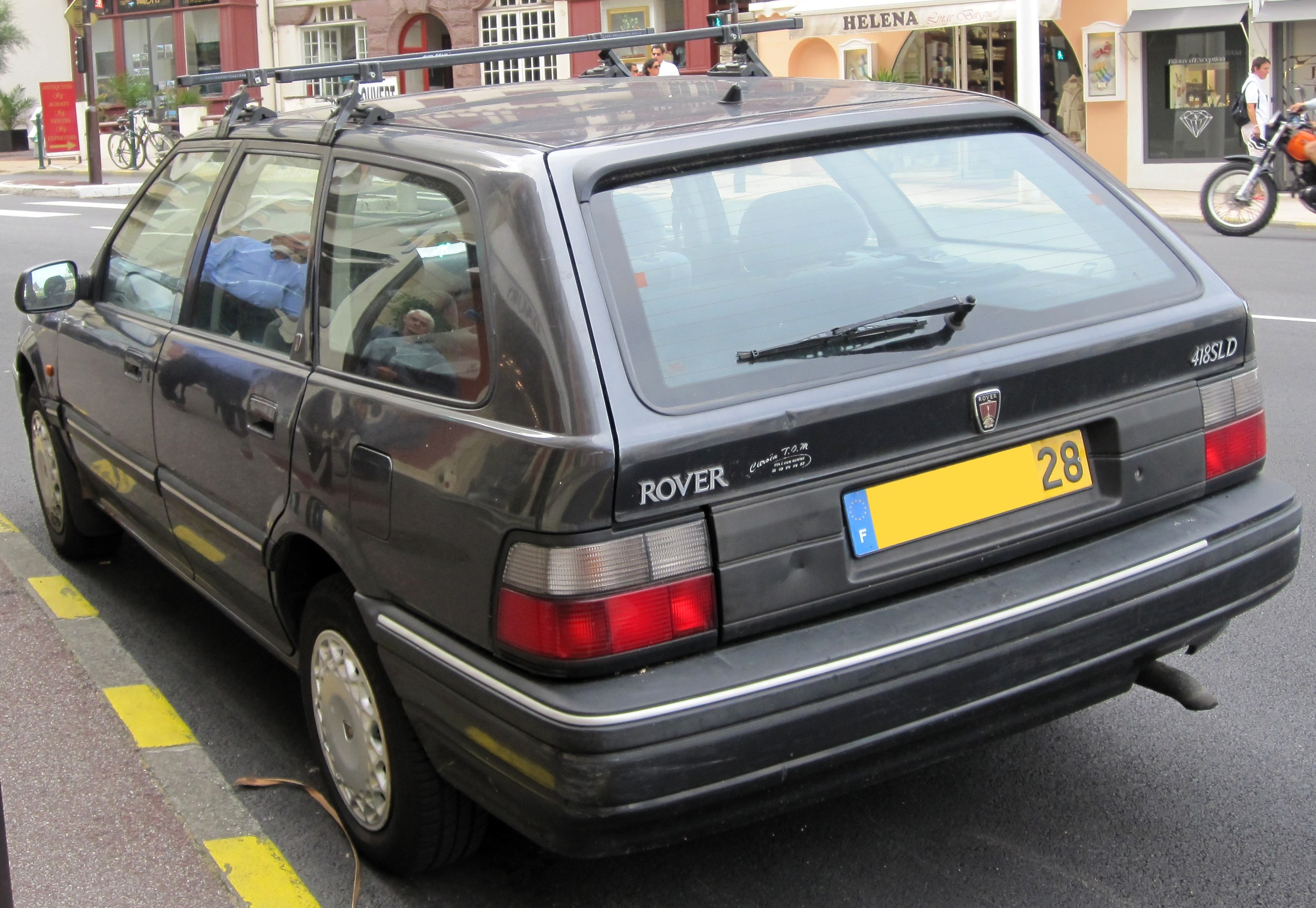
Rover 418 Tourer (1993-1995)
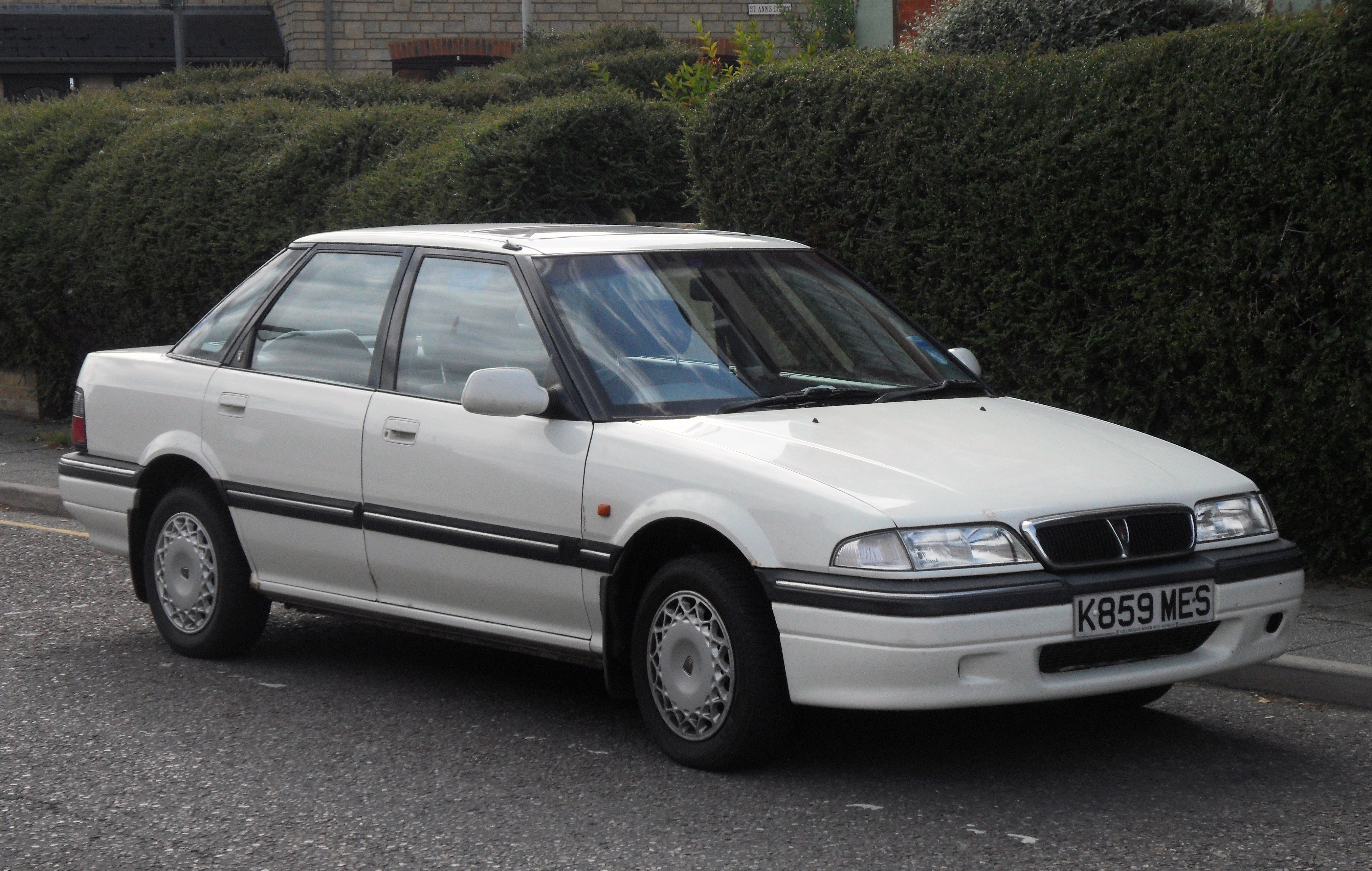
Rover 414, facelift (1993)

## Rover 400 (HH-R, 1995-1999)
De tweede generatie van de Rover 400 werd in mei 1995 gelanceerd als hatchback en kwam kort daarna ook als sedan op de markt. Het model was technisch gebaseerd op de vijfdeurs Honda Civic die ook in het voorjaar van 1995 verscheen. De eveneens in 1995 gepresenteerde Rover 200 van de derde generatie was door Rover in eigen regie herzien, dit model werd vanaf dat moment onafhankelijk doorontwikkeld.
Als aandrijving werden 1,4 en 1,6 liter benzinemotoren van de Rover K-serie, een 1,6-liter SOHC-motor van de Honda D-serie (alleen met automatische transmissie) en een 2,0 liter benzinemotor van de Rover T-serie gebruikt en daarnaast een 2,0 liter turbodiesel van de grotere Rover 600. De Rover 400 kwam qua grootte overeen met de Ford Escort maar Rover voorzag het interieur van houtwerk (de strip in het dashboard was van echt fineer, de strips in de portieren en de middenconsole waren imitatie) en plaatste het model prijstechnisch op het niveau van de Ford Mondeo. Dit leidde ertoe dat de auto's ondanks aanvankelijke successen de verkoopcijfers van de eerste 200/400-generatie niet meer konden halen.
Deze Rover-serie was al in de basisversie goed uitgerust en kon worden opgewaardeerd met extra's zoals een alarmsysteem, lederen bekleding, airconditioning, elektrisch glazen schuifdak en vier elektrisch bediende ramen, waarmee de 400 aan hoge eisen voldeed.

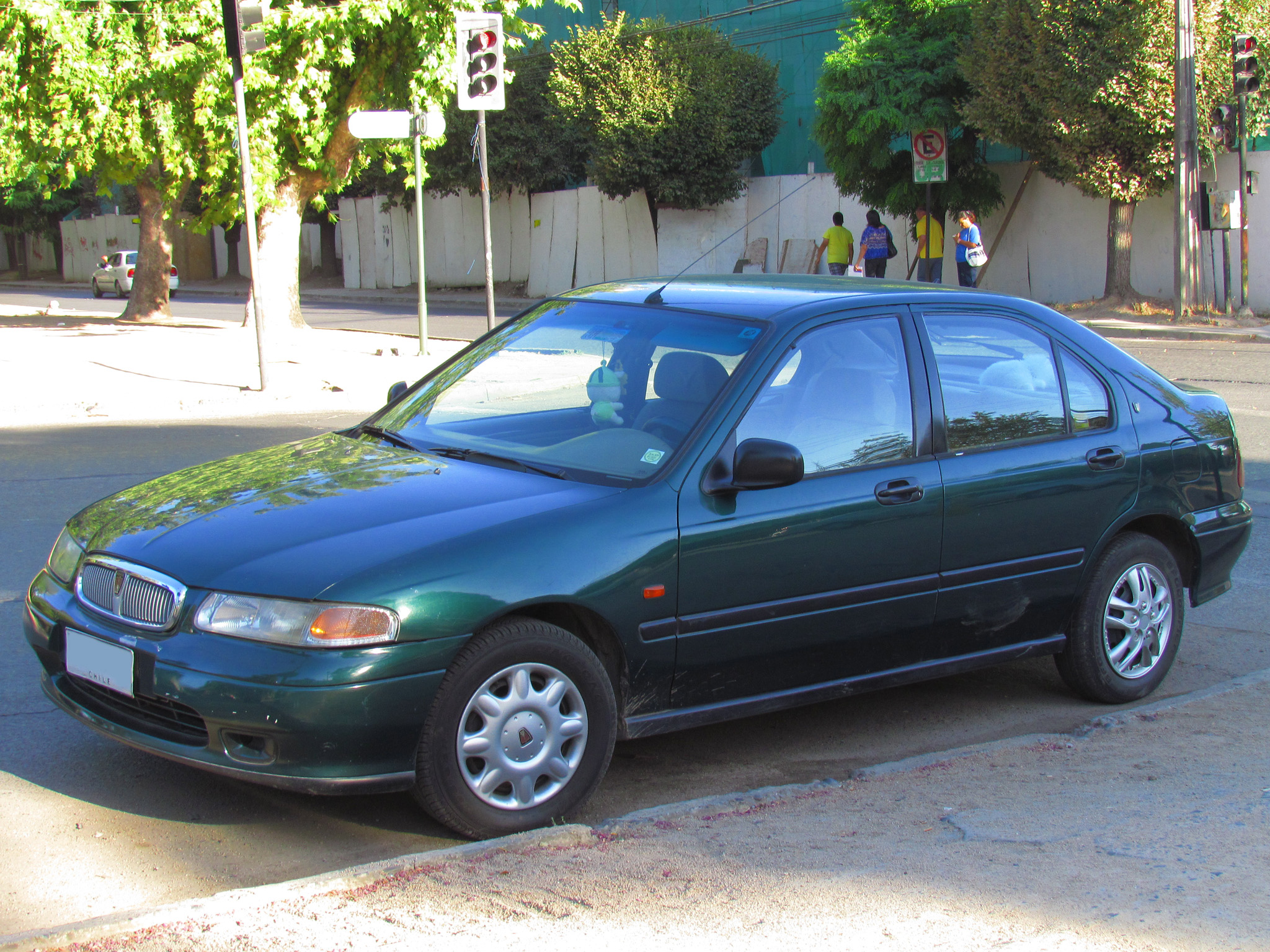
Rover 416 hatchback
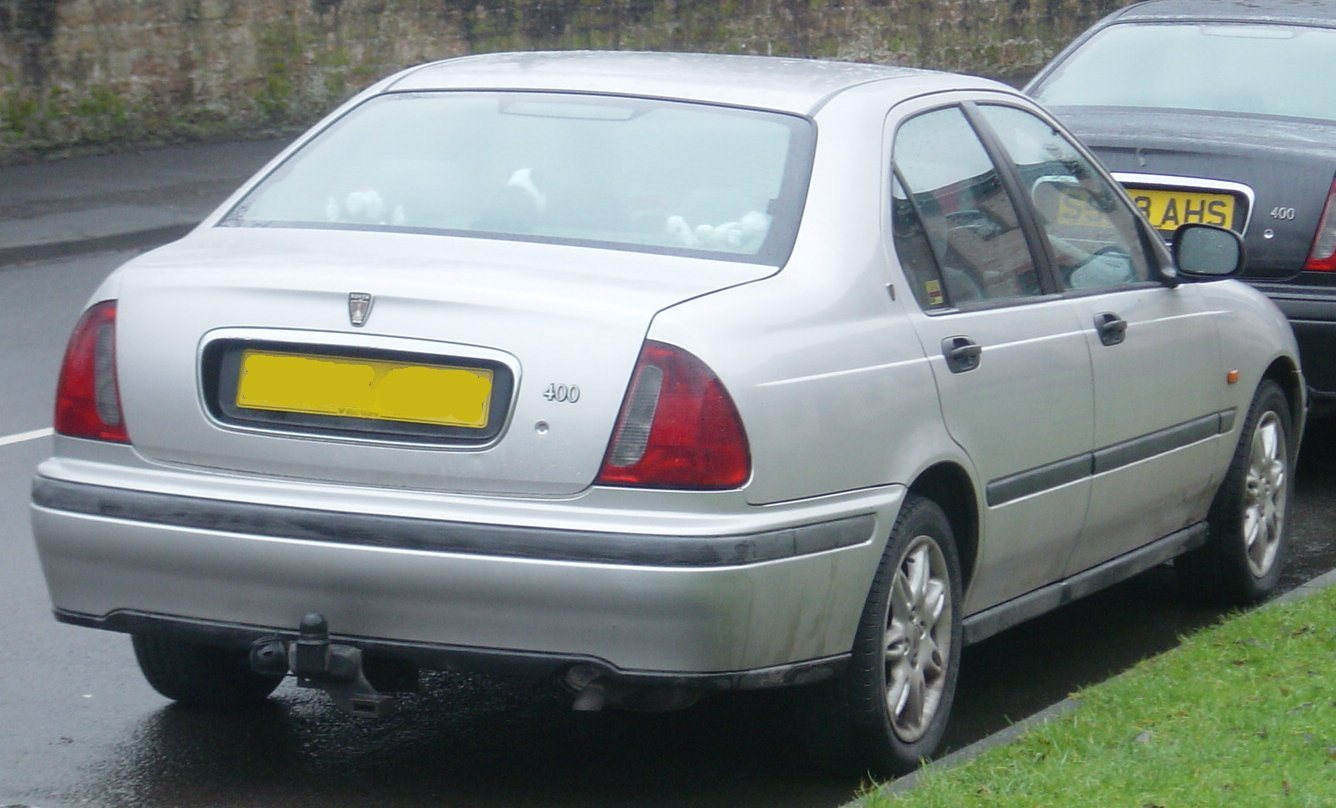
Rover 400 sedan

## Rover 45 (1999-2005)
In het najaar van 1999, na een concernbrede herstructurering, werd de Rover 400 onder leiding van BMW hernoemd tot Rover 45 en onderging een uitgebreide facelift. Het uiterlijk werd aangepast aan de nieuwe Rover 75.
De benzinemotoren met 1,4, 1,6 en 1,8 liter en de 2,0 liter dieselmotor werden overgenomen van de 400, de 2.0 liter viercilinder benzinemotor werd door de 2.0 liter V6 uit de grotere Rover 75 vervangen, de laatste was alleen beschikbaar in de sedan. De 45 kreeg de betere stoelen van de grotere 75 en een verbeterde wielophanging om een uitgebalanceerder rijgedrag en beter stuurgedrag te bereiken. Hierdoor bereikte en overtrof de Rover 45 (vooral vanaf 2003, toen hij de chassiscomponenten deelde met de MG-modellen) de meeste concurrenten qua rijeigenschappen.
De Rover 45 was ook verkrijgbaar met een CVT-transmissie die afkomstig was van de Duitse leverancier ZF Friedrichshafen en al in de MG F/TF werd gebruikt. Aangezien de MG Rover-fabriek voor handgeschakelde versnellingsbakken werd geleid door BMW, moest Rover de versnellingsbakken van BMW kopen. Naarmate BMW zijn prijzen verhoogde, werden latere Rover 25-/45-modellen met een cilinderinhoud tot 1,6 liter uitgerust met versnellingsbakken van Ford.
Aanvankelijk verkocht de Rover 45 goed dankzij de goede uitrusting, het comfortabele interieur en de verlaagde prijzen. De omzet daalde nadat beter uitgeruste en modernere concurrenten zoals de Peugeot 307 en de Renault Mégane verschenen. Ten opzichte van zijn concurrenten oogde de vormgeving van de nog steeds op de Honda Civic van 1992 gebaseerde 45 niet modern, hoewel de rijdynamiek gelijk aan of beter was dan die van de concurrenten.
Vanaf de zomer van 2001 werd de MG ZS aangeboden als een sportieve en elegante variant.

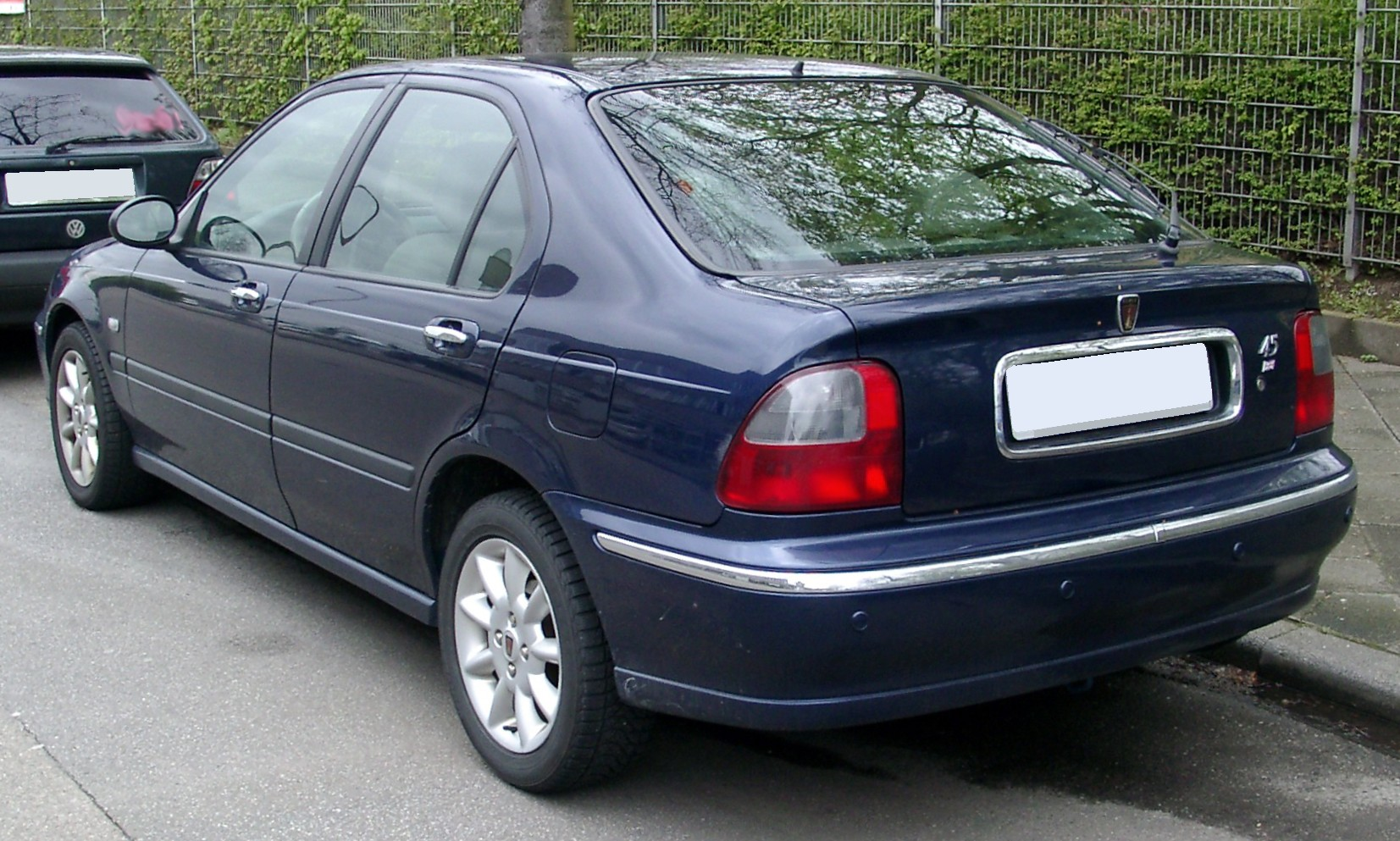
Rover 45 hatchback (1999-2004)
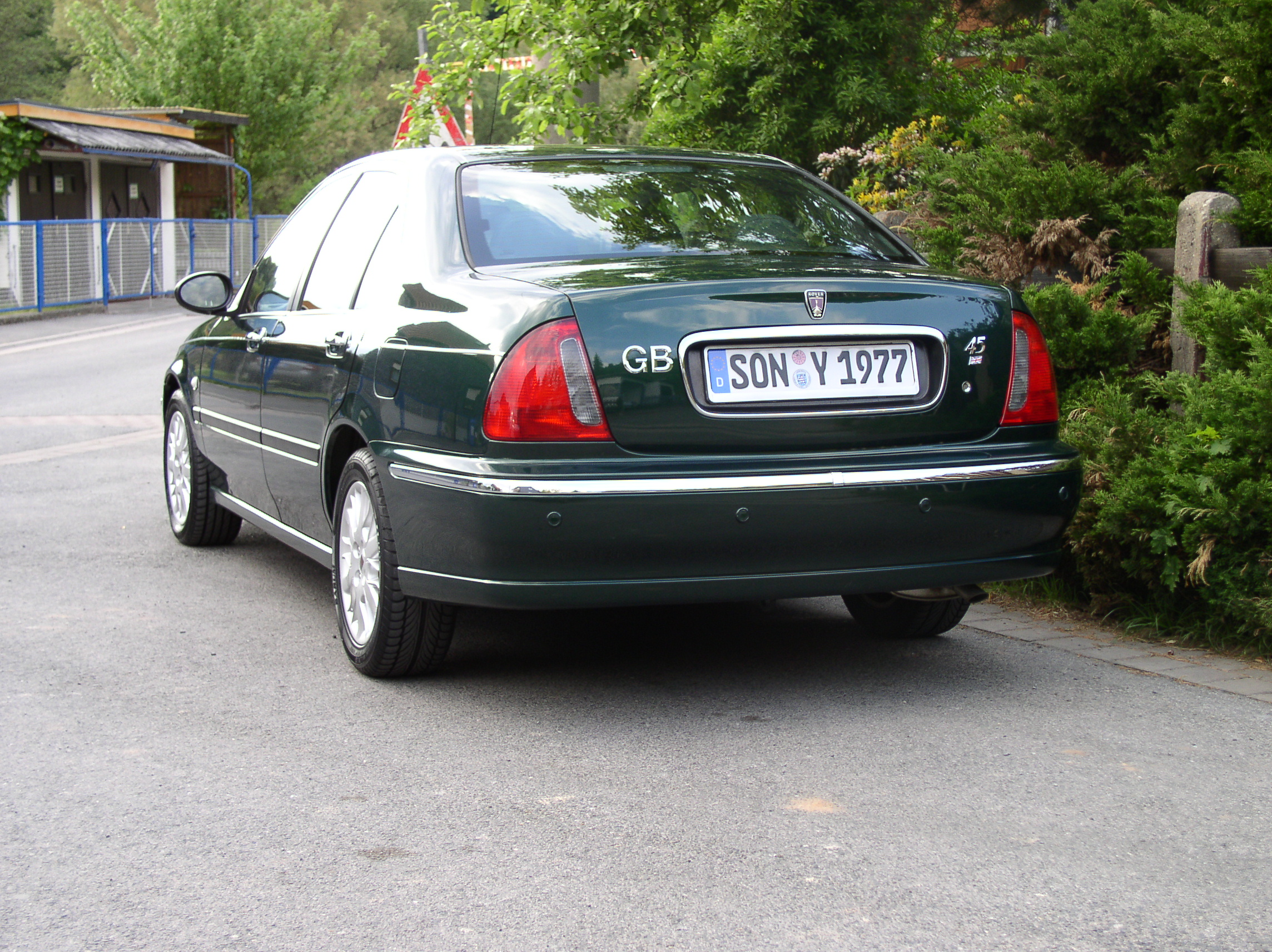
Rover 45 sedan (1999-2004)
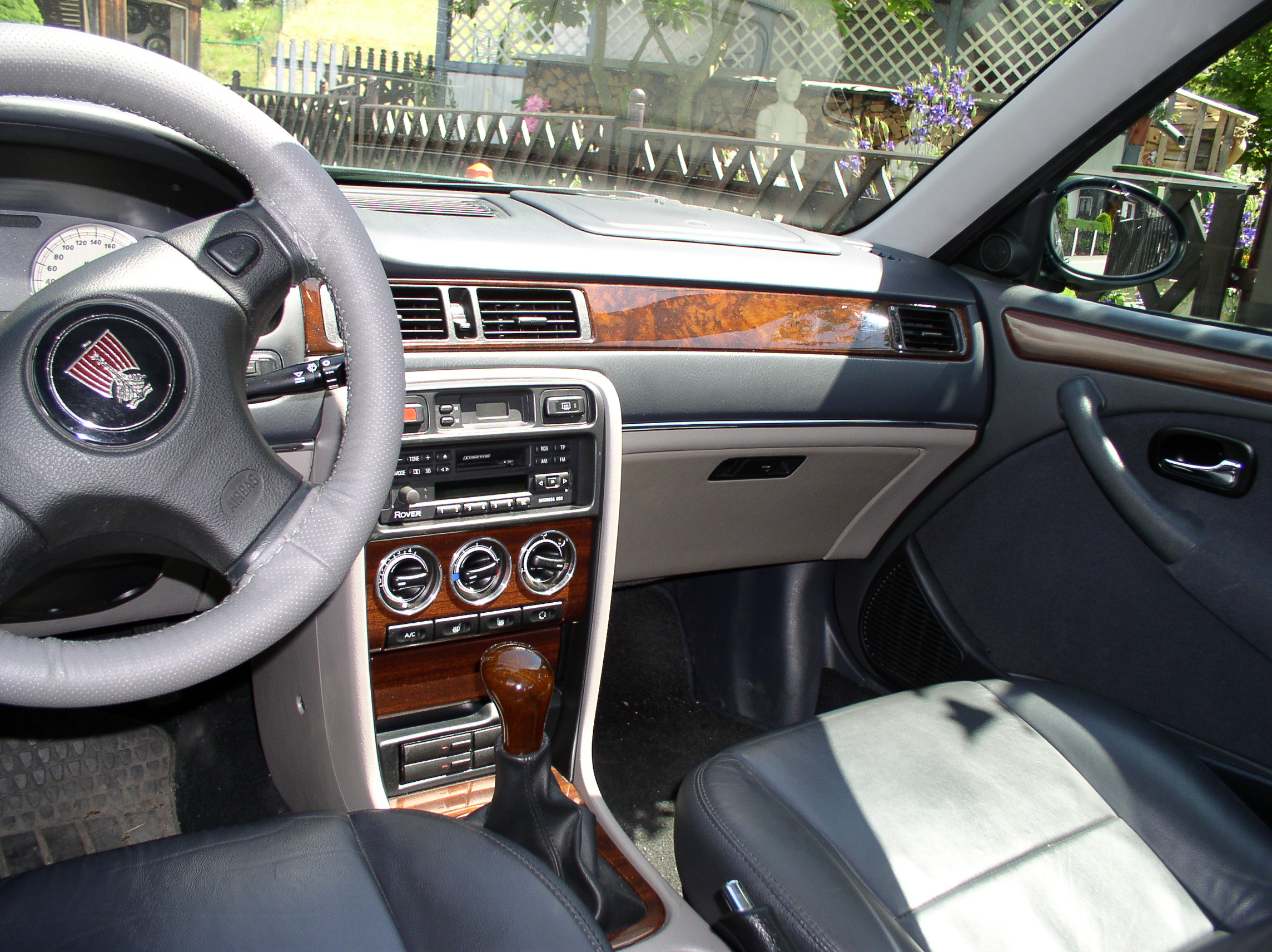
Rover 45, interieur

### Facelift
Een facelift in het voorjaar van 2004 was de laatste poging van de MG Rover Group om de verkoopcijfers van de Rover 45 te verbeteren. De 45 kreeg een nieuwe voor- en achterkant, een herzien dashboard, een nieuw afgestelde wielophanging, verbeterde uitrusting en werd bovendien met korting verkocht. De productie eindigde met het faillissement van de MG Rover Group.

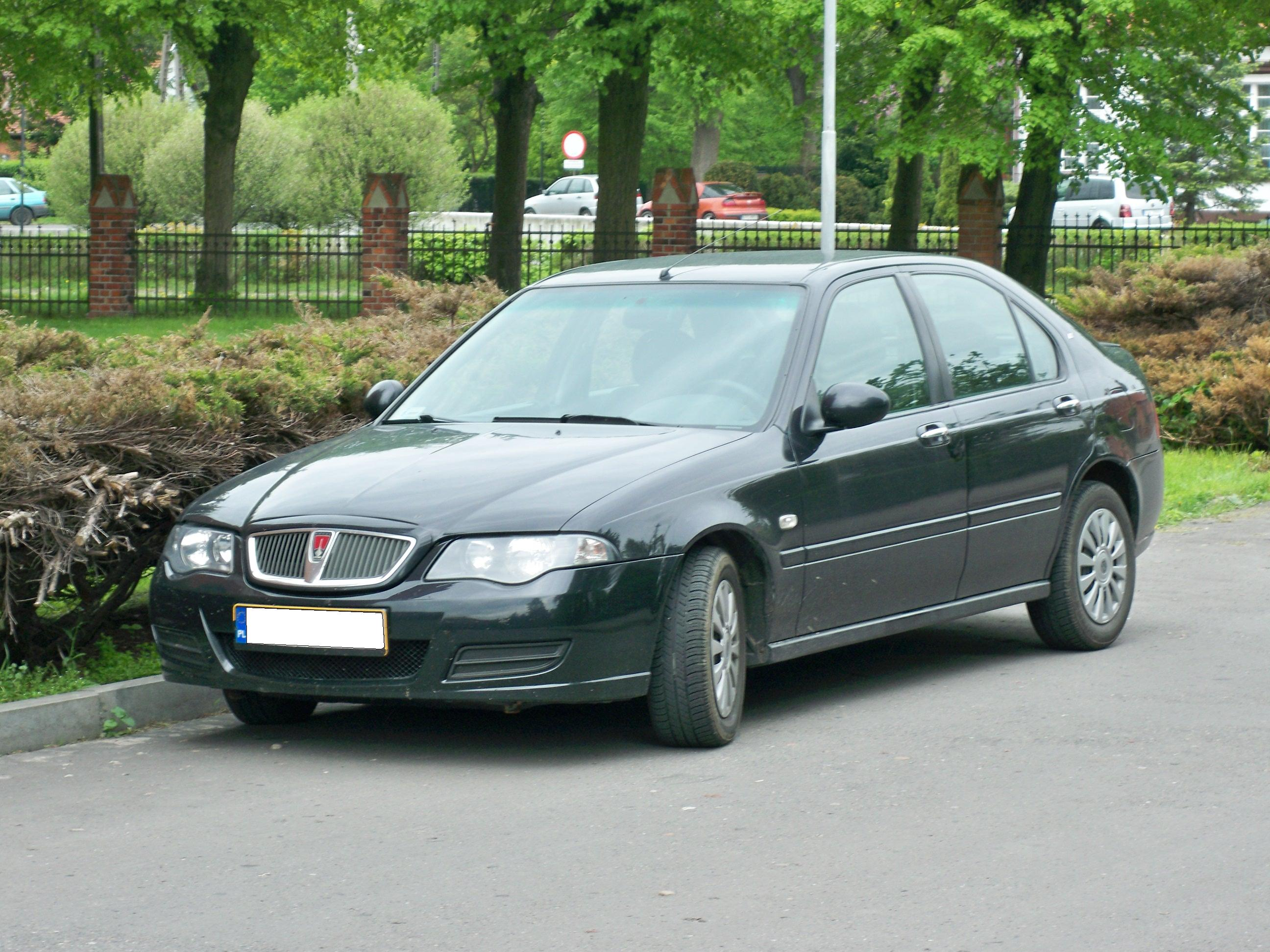
Rover 45 hatchback (2004-2005)
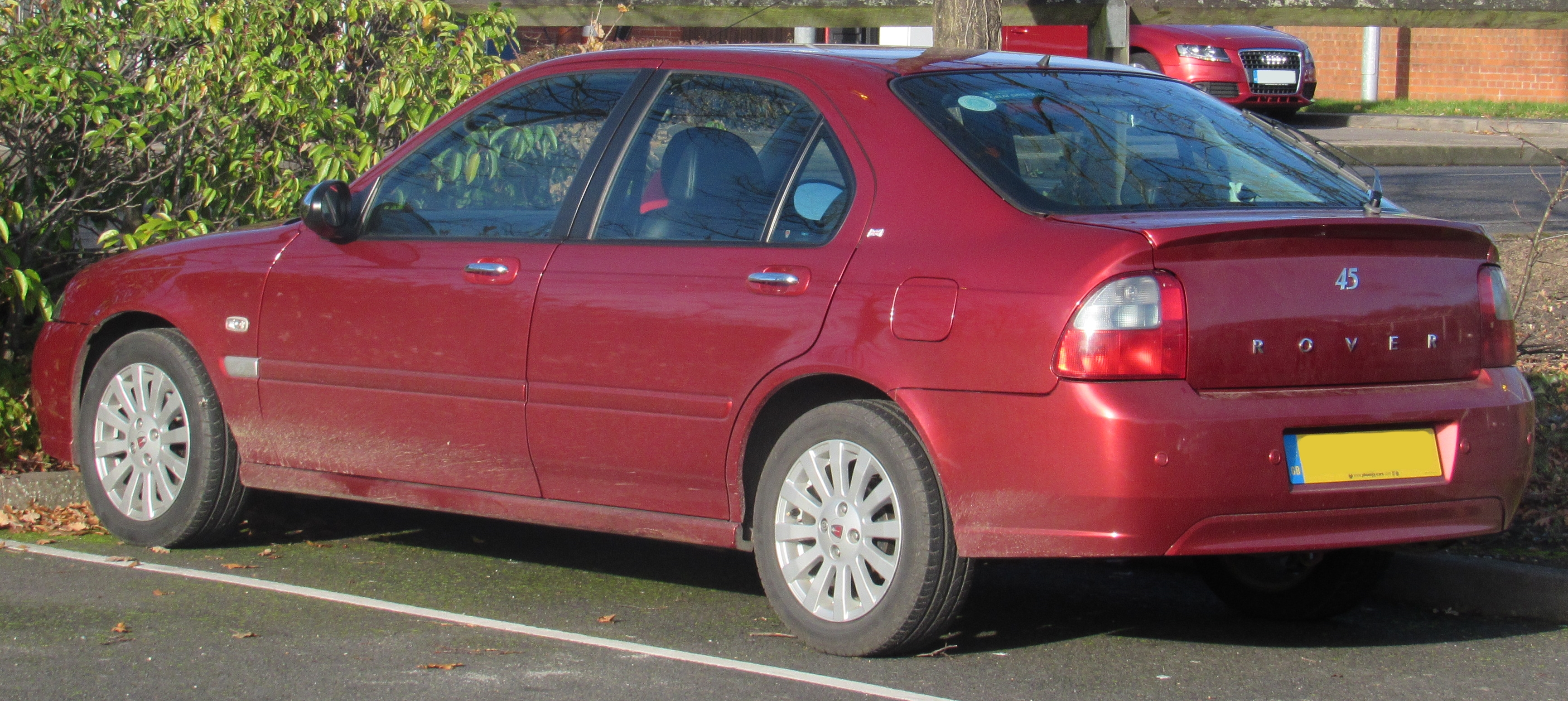
Rover 45 hatchback (2004-2005)
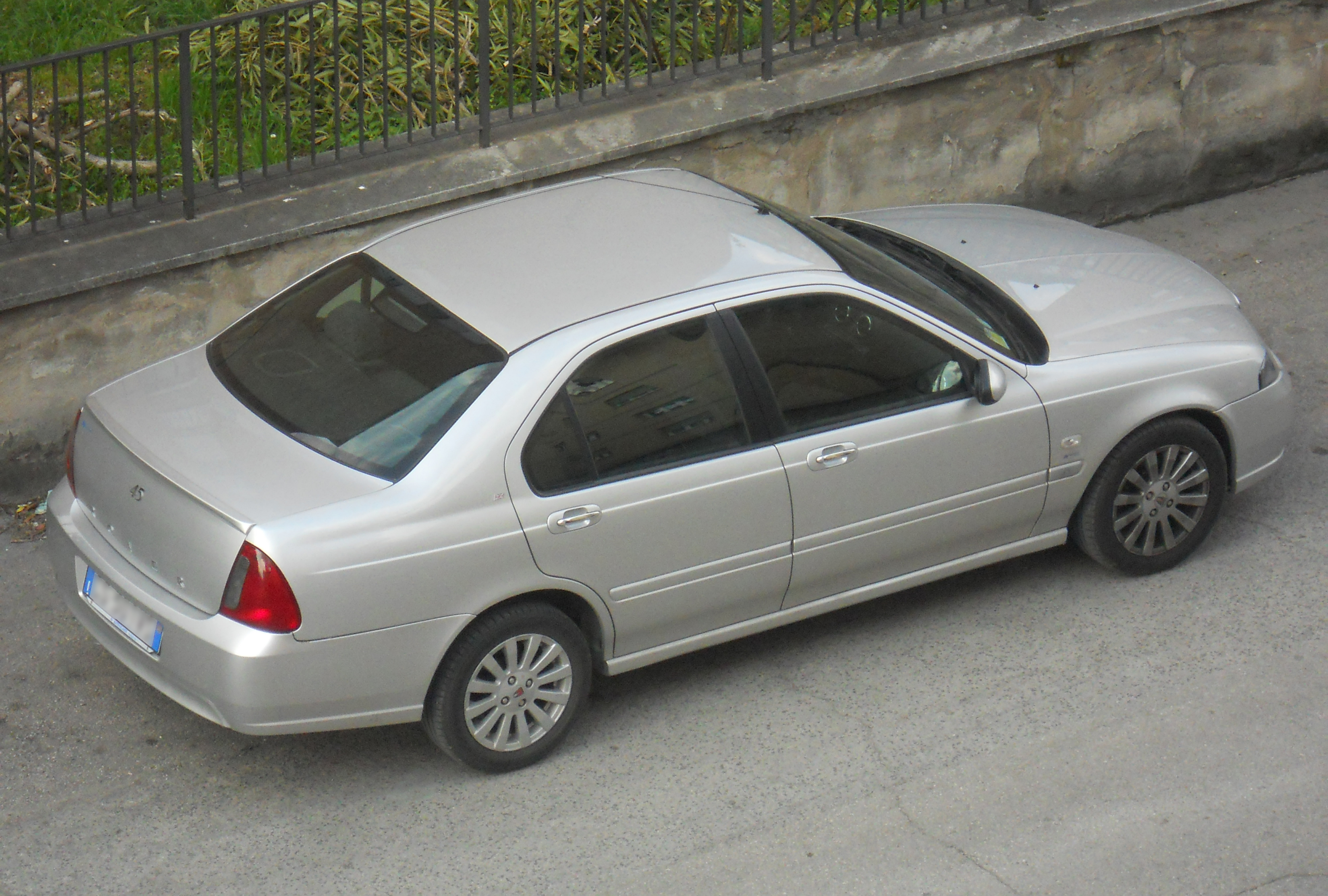
Rover 45 sedan (2004-2005)